# Pierre Deschamps
Pour les articles homonymes, voir Deschamps.
Pierre Deschamps est un enseignant français, organisateur de l'enseignement laïc dans les anciennes colonies françaises et à La Réunion.

## Biographie
Il est né le 29 juin 1873 dans un milieu modeste à Écueillé dans l’Indre. Entré à l’école normale de Châteauroux puis à l'École normale supérieure de Saint-Cloud (lettres et sciences humaines), il en sort en 1894 professeur d’école normale section des lettres.
Sa première affectation le conduit à Tunis, puis sur l’île de La Réunion où il développe l’école centrale de Saint-Denis (La Réunion). En février 1898, le général Gallieni le nomme inspecteur des écoles à Madagascar, pour soutenir sa politique de « pacification » des  populations malgaches,.
Il prend alors en main l’organisation de l’enseignement officiel et le contrôle de l’enseignement privé. C’est dans ce contexte qu’il ressent le manque d’éducation adaptée aux besoins réels de la population colonisée et l’utilité de fonder une « mission laïque » afin de faire contrepoids à l’enseignement diffusé par les congrégations religieuses.
Pour lui, la Mission laïque française (MLF) doit être indépendante du contrôle du gouvernement.
Sa vision de la MLF se situe autour du souhait « d’amener les populations locales à se perfectionner eux-mêmes et non d’aller contre leur nature en tentant de les assimiler ».
Après un bref retour en France où il prend notamment la direction de l'école primaire supérieure de Guingamp (il crée une Société d'éducation physique nommée « En Avant », le futur club de football En Avant de Guingamp), Pierre Deschamps ouvre le premier établissement de la MLF à Thessalonique, puis un deuxième à Beyrouth. Il revient au Liban après le premier conflit mondial mais achève sa carrière en 1934 en France, à l’école primaire de Marseille
Il se retire quelques années à Aix-en-Provence et meurt le 15 mars 1958 à Neuilly-sur-Seine.
Il avait été un dirigeant des Éclaireurs de France. Ce franc maçon affirmé publie ses textes sous le pseudonyme de Ben Hiram.
En 2005, le Lycée français d'Alicante l'honore en recevant son nom : « Lycée Pierre-Deschamps ».